# Flac (Automarke)
Flac war eine dänische Automarke.

## Unternehmensgeschichte
Das Unternehmen Mammen & Drescher aus Jyderup begann 1914 mit der Produktion von Automobilen. 1916 wurde die Produktion nach 50 hergestellten Exemplaren eingestellt.

## Fahrzeuge
Es gab nur das Modell 10 HP. Es war mit einem Vierzylindermotor aus den Vereinigten Staaten ausgestattet. Das Fahrzeug wog 598 Kilogramm.